# Klaus Mann
Klaus Mann (München, 18. studenog 1906. – Cannes, 21. svibnja 1949. (samoubojstvo)), bio je njemačko-američki pisac, sin Thomasa Manna, brat Erike i Golo Manna, dok mu je Heinrich Mann bio stric. 

## Život i djelo
Klaus Mann je objavio svoj prvi roman Der fromme Tanz (hr. Pobožni ples) 1925., a poslije toga je pisao novele, eseje, romane i novinske članke. Često je putovao i nastupap zajedno sa svojom godinu dana starijom sestrom Erikom, s kojom je bio vrlo blizak. Zajedno s Pamelom Wedekind (kćerkom Franka Wedekinda) i Gustafom Gründgensom, osnivaju kazališnu skupinu, koja je napravila skandal s komadom Anja i Ester (1925.), koji govori o erotski obojenom prijateljstvu između dvije djevojke u jednom internatu za djevojke.
1933. napušta Njemačku zbog nacizma, kao i ostali članovi obitelji.
Roman prvijenac Der fromme Tanz spaljivan je diljem Njemačke od pristalica nacizma. Od 1936. nastanjuje se u SADu, i počinje pisati na engleskom.
Klaus Mann, koji je bio homoseksualac, upoznao je 1937. svog američkog partnera Thomasa Quinna Curtiss]a. Kada su SAD ušle u Drugi svjetski rat prijavljuje se kao dragovoljac, i vraća se u Europu kao vojnik.
Klaus Mann je bio ovisnik o morfinu. Njegov otac Thomas Mann ga se javno odrekao kada je Klaus deklarirao svoju homoseksualnost u knjizi Der fromme Tanz.  Poslije kapitulacije Njemačke Klaus Mann je izgubio smisao, i poslije 12 godina borbe protiv nacizma izgubio je svoj materinski jezik. Na kraju je počinio samoubojstvo.
Najpoznatije djelo Klausa Mannsa je roman Mephisto, u kojem opisuje suradničku narav. Uzor za glavu osobu u knjizi bio je njegov prijašnji šogor
Gustaf Gründgens. Po toj knjizi snimljen je i film Mephisto koji je nagrađen 1981. Oscarom za najbolji strani film. 
Njegova autobiografija Prekretnica izdana je na engleskom 1942. (The Turning Point) a postumno i 1952. na njemačkom (Der Wendepunkt).

## Izabrana bibliografija
- Der fromme Tanz, 1925.
- Anja und Esther, 1925.
- Revue zu Vieren, 1927.
- Kind dieser Zeit, 1932.
- Treffpunkt im Unendlichen, 1932.
- Symphonie Pathétique, 1935.
- Mephisto, 1936.
- Der Vulkan, 1939.
- The Turning Point, 1942.
- André Gide and the Crisis of Modern Thought, 1943.